# Rapunzel und die Rückkehr der Falken
Rapunzel und die Rückkehr der Falken ist ein deutsch-tschechischer Fernsehfilm, der frei auf Grimms Märchen Rapunzel beruht, und ein Debütfilm in der Regie von Christoph Heimer nach dem Drehbuch von Max Honert aus dem Jahr 2023. Produziert wurde der Film von der PROVOBIS Gesellschaft für Film und Fernsehen mbH im Auftrag des ZDF für die Märchenfilmreihe Märchenperlen. Die Erstausstrahlung in Deutschland erfolgte am 24. Dezember 2023 im ZDF.

## Handlung
Einst als Neugeborenes von ihren leiblichen Eltern ausgesetzt, lebt Rapunzel tief im Wald bei der Magierin Eleonor. Als Königin Freya die Magierin überraschend zu Hof bestellt, um das Thronfolge-Ritual ihres Sohnes Prinz Sigismund zu bezeugen, lädt Rapunzel sich einfach selbst ein. Der naturinteressierte Prinz und Wirbelwind Rapunzel verstehen sich auf Anhieb. Eleonor aber wird von ihrer Vergangenheit eingeholt, diente sie doch vor vielen Jahren dem König und verschuldete mit ihrer Magie seinen Tod. Nun fordert die Königin die Dienste der Magierin erneut ein, um ihren vermeintlich schwachen Sohn zu beschützen. Zwar hilft Eleonor dem jungen Prinzen das Ritual zu überstehen, verweigert jedoch ewige Treue. Die Königin lässt Rapunzel und Eleonor daraufhin einsperren. Doch Sigismund und sein bester Freund Pip befreien heimlich das Mädchen, das dem Prinzen so ans Herz gewachsen ist. Rapunzel und Eleonor fliehen in einen alten, versteckten Turm.
Jahre später lebt Rapunzel noch immer im Turm, ohne ihn je verlassen zu haben. Prinz Sigismund sucht nach ihr, muss sich jedoch vor seiner rachsüchtigen Mutter in Acht nehmen, die ebenfalls nach den Flüchtigen sucht. Als Rapunzel entgegen Eleonors Befehl erstmals den Turm verlässt, trifft sie auf Sigismund und glaubt, er handle im Auftrag seiner Mutter. Als sie davonrennt, findet Sigismund den geheimen Turm. Zusammen mit Pip, der mittlerweile als Hofnarr dient, schafft es der Prinz von allen unbemerkt hinauf.
Rapunzel und Sigismund finden wieder zueinander und zu ihrem einstigen Vertrauen zurück. Als sie aber ihren herrschsüchtigen Eltern entkommen wollen, werden sie von Königin Freya und ihrem Gefolge gestellt. Durch einen letzten mächtigen Zauber kann Magierin Eleonor ihre Ziehtochter fortzaubern. Der Preis ist hoch. Eleonor kostet er das Leben und Sigismund das Augenlicht. Der blinde Prinz gibt Rapunzel aber nicht verloren und lässt sich von Pip tief in die Wälder führen. Mit den Tränen des Wiedersehens heilt Rapunzel Sigismund. Beide beschließen, mit den Traditionen zu brechen und die Vergangenheit hinter sich zu lassen. Pip sorgt dafür, dass es bis ans Ende ihres Lebens auch so bleibt.

## Produktion und Veröffentlichung
Der Märchenfilm Rapunzel und die Rückkehr der Falken ist eine Produktion der PROVOBIS FILM, Produzent Jens C. Susa in Koproduktion mit MIA Film im Auftrag des ZDF und wird gefördert vom Tschechischen Staatsfonds der Kinematografie. Die verantwortliche Redaktion im ZDF liegt bei Jörg von den Steinen. Der Weltvertrieb liegt bei ZDF Studios (vormals ZDF Enterprises).
Die Dreharbeiten fanden vom 18. April bis zum 17. Mai 2023 in den Filmstudios Barrandov in Prag und auf der Burg Šelmberk (Okres Tábor) in Südböhmen statt. Der dortige, gut erhaltene Wehrturm ist 26 Meter hoch und wurde bereits 1783 als Aussichtsturm ausgebaut. Die im Film zu sehende oberste Etage wurde per Tricktechnik auf den Wehrturm gesetzt. Das Heraufziehen an der Burgwand am Rapunzel-Haar wurde vor Ort ganz real mit einer speziellen Krankonstruktion gedreht. 
Der Song zum Film Casually Cruel stammt von Pop-Sängerin Leslie Clio. Die Fernsehpremiere in Deutschland erfolgte am 24. Dezember im ZDF.

## Kritiken
„Rapunzel und die Rückkehr der Falken (Provobis, Mia) ist eine kühne Neuinterpretation des Klassikers. Das romantische Abenteuer ist optisch nicht so fulminant wie die letzten ZDF-Märchen, erfreut aber ebenfalls durch einige Schauwerte und ein ansprechend besetztes Ensemble, allen voran Andrea Sawatzki ausnahmsweise mal nicht als Hexe sowie Christina Große als böse Königin, die Rapunzel und ihrer Adoptivmutter nach dem Leben trachtet. Die künstlerischen Freiheiten, die sich Drehbuchautor Max Honert bei der Adaption der Grimm’schen Vorlage genommen hat, sind ohnehin recht reizvoll.“

„Nach einem Zeitsprung in die Teenagerjahre sind Rapunzel und Sigismund mit Anna-Lena Schwing und Luke Matt Röntgen zwar ansprechend besetzt, aber wie so oft in solchen Filmen hat die interessantere Rolle nicht das Liebespaar, sondern der beste Freund: Tom Böttcher ist als Hofnarr Pip, der der Königin mit seinen kecken Scharaden einen frechen Spiegel vorhält, auch aus erwachsener Sicht ziemlich witzig. Pips Kommentare sorgen regelmäßig für eine ironische Brechung des ansonsten klassisch und kindgerecht erzählten Märchens; als begnadeter Stimmenimitator ist er zudem maßgeblich an gleich drei entscheidenden Wendepunkten beteiligt. Andrea Sawatzki und Christina Große sind ohnehin eine treffliche Besetzung für die beiden Gegenspielerinnen.“

„Eine recht originelle Variante des ‚Rapunzel‘-Märchens mit gelungenen Einfällen und schauprächtiger Ausstattung. Auch Sequenzen mit effektgeladenem Budenzauber sind wirkungsvoll, drohen aber die stilleren Momente an den Rand zu drängen.“